# Подслушано в Рыбинске
«Подслу́шано в Ры́бинске» — российский телесериал производства компании «1-2-3 Production» в жанре иронического триллера. Главные роли исполнили Тимофей Трибунцев, Рузиль Минекаев, Антон Васильев, Юлия Хлынина и Михаил Кремер. 
Премьера состоялась на платформах Premier и Start 30 января 2025 года. 14 марта 2025 года онлайн-кинотеатр Premier объявил о продлении телесериала на второй сезон.

## Сюжет
В центре сюжета — журналист небольшой провинциальной газеты Юра, который всю жизнь пишет непримечательные новости родного города, но внезапно с Юрой происходит событие, которое полностью переворачивает его жизнь —  во время эпилептических припадков к нему начинают приходить видения, предсказывающие убийства, которые будут тайно происходить в Рыбинске. Также вскоре ситуация осложняется тем, что по одному из дел Юра становится главным подозреваемым.

## Актёры и роли
| Актёр              | Роль                                                          |
| ------------------ | ------------------------------------------------------------- |
| Тимофей Трибунцев  | Юрий Николаевич Мальцев журналист из провинциальной газеты    |
| Рузиль Минекаев    | Саша Ширманов (Ширмик) простой парень из Рыбинска             |
| Антон Васильев     | Константин Сергеевич Лукьянов ведущий на местном канале       |
| Юлия Хлынина       | Зоя Григорьева оперативник, капитан                           |
| Михаил Кремер      | Баянов (Баян) оперативник, капитан                            |
| Варвара Володина   | Таня дочь Юры                                                 |
| Светлана Колпакова | Юля жена Юры                                                  |
| Сергей Беляев      | Олег Викторович Васильев начальник УВД города Рыбинска        |
| Анатолий Кот       | Георгий Маркович Щербаков бизнесмен, кандидат в мэры Рыбинска |
| Сергей Козик       | убитый Костей рыбак                                           |
| Екатерина Чаннова  | Вика Бочкарёва убитая Костей студентка                        |
| Ирина Крючкова     | Маша Волкова убитая актриса, подруга Ширмика                  |
| Сергей Дьяков      | Пузырь друг Ширмика                                           |
| Григорий Калинин   | Борис Евгеньевич Кокин театральный режиссёр                   |
| Алексей Колубков   | Леонид Евгеньевич главный редактор газеты «Волжский вестник»  |
| Антон Афанасьев    | психиатр                                                      |

## Список серий
| Сезон | Сезон | Серии | Период трансляции         |
| ----- | ----- | ----- | ------------------------- |
|       | 1     | 8     | 30 января — 13 марта 2025 |

| № серии | Название               | Описание серии | Премьера        |
| ------- | ---------------------- | --- | --------------- |
| 1       | «Не Рио-де-Жанейро»    | Провинциального журналиста Юру Мальцева утром посещает странное видение, где неизвестный убивает человека. Юра не придаёт этому значения, но встречает девушку, которую убили в его видении и уже не так скептичен. Эта девушка — актриса рыбинского драматического театра, в которую влюблён местный парниша Ширмик. Пока Юра переживает за эту девушку, звезда рыбинского телевидения Костя Лукьянов совершает реальное преступление. Свидетелем этому становится местный рыбак, который видел, как Костя скидывает в воду труп. | 30 января 2025  |
| 2       | «Слово Рыбака»         | Юра узнаёт, что девушку убили, из-за чего у него появляются проблемы. Ширмик застал Юру рядом с трупом девушки, из-за чего его подозревает полиция. Оперативники Зоя и Баян выясняют все обстоятельства и вдруг находят труп другой девушки, а Костю тем временем шантажирует местный рыбак и обещает рассказать обо всём полиции. | 30 января 2025  |
| 3       | «Довольно лжи»         | Юру снова посещает видение, но на этот раз в нём убивают его дочь. Он намерен спасти её, но для этого нужно сбежать от полиции. Опера выясняют, что девушку, чьё тело нашли у реки, сбили. Если произошло ДТП, значит на автомобиле должны остаться повреждения. Розыскники обзванивают все автосервисы города. Костя узнаёт об этом и пытается этому помешать. | 6 февраля 2025  |
| 4       | «Туристы из Маааасквы» | Юра и Ширмик прячутся дома у Кости от полиции. Утром Костя подслушивает их разговор и понимает, что Юра вот-вот обо всём догадается. Как же он отведёт от себя подозрения? Зоя и Баян выясняют, кто был любовником убитой актрисы. Это был очень важный человек в городе. | 13 февраля 2025 |
| 5       | «Чёрный ворон»         | Зоя застаёт Юру дома у Щербакова, который был любовником убитой Маши. Юра снова видит убийство: с вышки сбрасывают человека. Услышанное опера, конечно, не воспринимают всерьёз. На помощь Юре приходит дочь Таня, готовая помочь доказать невиновность отца, но сначала ей нужно найти Ширмика, чтобы предупредить о будущем убийстве на вышке. Костя сходит с ума, он едва не сдался полиции. Зоя и Баян устанавливают, что студентку и рыбака убил один человек.                                                                | 20 февраля 2025 |
| 6       | «В лунном сиянии»      | Зое наконец становится известно, что Костя убил и студентку, и рыбака. Юра переживает за Зою с тех пор, как увидел её в своем видении. Он собирается предостеречь Зою от беды, но попадает в психушку. Ширмик идёт на похороны Маши, рискуя быть задержанным полицией. | 27 февраля 2025 |
| 7       | «Смог душит пальмы»    | Косте сложно принять то, что ему придётся идти на крайние меры, чтобы не потерять всё. Плюс ко всему, к нему снова приходят рыбак и Вика. Баян догадывается, с кем может быть Зоя, но понимает, что без Юры ему её не спасти. Видения Юры больше не кажутся полиции бредом... | 6 марта 2025    |
| 8       | «Я мясо не ем»         | Благодаря видению Юра уже точно знает, кто убийца Маши, однако преступник не готов сознаваться в содеянном и подставляет другого вместо себя. Если кто-то мирится с несправедливостью, то Ширмик не готов так просто отступать. Он добьётся признания вины от злодея, даже если это будет стоить ему собственной свободы. | 13 марта 2025   |

## История создания
Идею телесериала предложил креативный продюсер и сценарист Иван Баранов, который сам вырос в Рыбинске и знает всё об этом городе.
Съёмки первого сезона стартовали 17 ноября 2023 года в городе Рыбинск, Ярославской области. Большая часть съёмок прошла на берегу Рыбинского водохранилища. Съёмки завершились 13 февраля 2024 года.
В сентябре 2024 года телесериал был представлен на фестивале онлайн-кинотеатров «Новый сезон».
Премьера телесериала должна была состояться 23 января 2025 года, однако она была перенесена на 30 января 2025 года. Телевизионный показ первого сезона состоится в 2025 году на канале «НТВ».
14 марта 2025 года телесериал официально продлили на второй сезон, о чём сообщил онлайн-кинотеатр Premier. Сценаристом останется Иван Баранов, а действие будет происходить в другом городе, который определят зрители телесериала в социальных сетях Premier.

## Рейтинги
Первый сезон телесериала стал хитом за полтора месяца, он оказался на первом месте по количеству зрителей среди всех оригинальных телесериалов Premier, вышедших с момента создания сервиса в 2018 году. Согласно статистике онлайн-кинотеатра, старт телесериала стал лучшим среди всех проектов Premier за последние два года. По итогам первых трёх серий, он собрал около 3 миллионов просмотров. Он также имеет 100-процентный положительный рейтинг среди российских кинокритиков на агрегаторе рецензий Кинопоиска.